# José Luis Villanueva
José Luis Villanueva, född 5 november 1981, är en chilensk före detta fotbollsspelare.
Villanueva började sin fotbollskarriär i Palestino.

## Karriär
Villanueva spelade i Palestinos ungdomssektion fram till år 2001, så han debuterade för klubbens A-lag. Dock lånade klubben ut Villanueva till division 2-klubbarna Temuco (2001) och Ovalle (2002).
Villanueva hjälpte Temuco mycket under den säsongen och det resulterade slutligen i att klubben tog sig upp till den chilenska högstadivisionen. 
2002 lånades Villanueva ut till Ovalle (istället för att återvända till Palestino). I Ovalle gjorde Villanueva slutligen 20 mål för division 2-klubben.

### Palestino
Efter att ha varit utlånad till två division 2-klubbar fick Villanueva sedan stanna i Palestino. Säsongen 2003 gjorde han 18 mål på 30 matcher i moderklubben. Men Palestino beslutade att återigen låna ut sin anfallare. Den här gången blev det en annan Santiago-klubb - Universidad Católica. Under sin vistelse i den klubben nätade Villanueva 14 gånger under 32 matcher.